# Faiditus
Faiditus is een geslacht van spinnen uit de  familie van de Theridiidae (kogelspinnen).

## Soorten
- Faiditus acuminatus (Keyserling, 1891)
- Faiditus affinis (O. P.-Cambridge, 1880)
- Faiditus alticeps (Keyserling, 1891)
- Faiditus altus (Keyserling, 1891)
- Faiditus amates (Exline & Levi, 1962)
- Faiditus americanus (Taczanowski, 1874)
- Faiditus amplifrons (O. P.-Cambridge, 1880)
- Faiditus analiae (González & Carmen, 1996)
- Faiditus arthuri (Exline & Levi, 1962)
- Faiditus atopus (Chamberlin & Ivie, 1936)
- Faiditus bryantae (Exline & Levi, 1962)
- Faiditus cancellatus (Hentz, 1850)
- Faiditus caronae (González & Carmen, 1996)
- Faiditus caudatus (Taczanowski, 1874)
- Faiditus chicaensis (González & Carmen, 1996)
- Faiditus chickeringi (Exline & Levi, 1962)
- Faiditus cochleaformus (Exline, 1945)
- Faiditus convolutus (Exline & Levi, 1962)
- Faiditus cordillera (Exline, 1945)
- Faiditus cristinae (González & Carmen, 1996)
- Faiditus cubensis (Exline & Levi, 1962)
- Faiditus darlingtoni (Exline & Levi, 1962)
- Faiditus davisi (Exline & Levi, 1962)
- Faiditus dracus (Chamberlin & Ivie, 1936)
- Faiditus duckensis (González & Carmen, 1996)
- Faiditus ecaudatus Keyserling, 1884
- Faiditus exiguus (Exline & Levi, 1962)
- Faiditus fulvus (Exline & Levi, 1962)
- Faiditus gapensis (Exline & Levi, 1962)
- Faiditus gertschi (Exline & Levi, 1962)
- Faiditus globosus (Keyserling, 1884)
- Faiditus godmani (Exline & Levi, 1962)
- Faiditus iguazuensis (González & Carmen, 1996)
- Faiditus jamaicensis (Exline & Levi, 1962)
- Faiditus laraensis (González & Carmen, 1996)
- Faiditus leonensis (Exline & Levi, 1962)
- Faiditus maculosus (O. P.-Cambridge, 1898)
- Faiditus mariae (González & Carmen, 1996)
- Faiditus morretensis (González & Carmen, 1996)
- Faiditus nataliae (González & Carmen, 1996)
- Faiditus peruensis (Exline & Levi, 1962)
- Faiditus plaumanni (Exline & Levi, 1962)
- Faiditus proboscifer (Exline, 1945)
- Faiditus quasiobtusus (Exline & Levi, 1962)
- Faiditus rossi (Exline & Levi, 1962)
- Faiditus sicki (Exline & Levi, 1962)
- Faiditus solidao (Levi, 1967)
- Faiditus spinosus (Keyserling, 1884)
- Faiditus striatus (Keyserling, 1891)
- Faiditus subdolus (O. P.-Cambridge, 1898)
- Faiditus subflavus (Exline & Levi, 1962)
- Faiditus sullana (Exline, 1945)
- Faiditus taeter (Exline & Levi, 1962)
- Faiditus ululans (O. P.-Cambridge, 1880)
- Faiditus vadoensis (González & Carmen, 1996)
- Faiditus woytkowskii (Exline & Levi, 1962)
- Faiditus xiphias (Thorell, 1887)
- Faiditus yacuiensis (González & Carmen, 1996)
- Faiditus yutoensis (González & Carmen, 1996)